# Wallstawe
Wallstawe är en kommun och ort i Altmarkkreis Salzwedel i förbundslandet Sachsen-Anhalt i Tyskland.
Kommunen bildades den 1 juli 2009 genom en sammanslagning av de tidigare kommunerna Ellenberg, Gieseritz och Wallstawe i den nya kommunen Wallstawe.
Kommunen ingår i förvaltningsgemenskapen Beetzendorf-Diesdorf tillsammans med kommunerna Apenburg-Winterfeld, Beetzendorf, Dähre, Diesdorf, Jübar, Kuhfelde och Rohrberg.